# Shy-Dragerjev sindrom
Shy-Dragerjev sindrom je bolezen neznanega vzroka, pri kateri degenerirajo številni predeli živčevja.Shy-Dragerjev sindrom ali idiopatična ortostatska hipotenzija je v  več pogledih podoben Parkinsonovi bolezni. Vendar okvari in uničuje tudi avtonomno živčevje, ki uravnava krvni tlak, srčno frekvenco, izločanje žlez in očesno akomodacijo. Ko bolnik vstane, krvni tlak dramatično pade; količina znoja, solz in sline se zmanjša; vid se poslabša; uriniranje je težavno; zapeka je pogosta; motnje gibanja pa so podobne kot pri Parkinsonovi bolezni. Degeneracija malih možganov včasih onemogoči koordinacijo gibov. Zdravljenje je enako kot pri Parkinsonovi bolezni, obsega pa še zdravilo fludrokortizon, ki pomaga zvišati krvni tlak. Bolniki, ki ga ne jemljejo, morajo hrani dodajati sol in piti veliko vode.

## Opredelitev
Shy-Dragerjev sindrom (SDS) je redko stanje, ki povzroča postopno škodo avtonomnemu živčnemu sistemu. Avtonomni živčni sistem nadzoruje neprostovoljne telesne funkcije, kot so srčni utrip, dihanje,  črevesje, sečil in spolne funkcije. Perifernega živčnega sistema, tudi nadzor s kožo in temperaturo telesa, in kako se telo odziva na stres. Shy-Dragerjev sindrom povzroča omotičnost ali omedlevica pri vstajanju, urinska inkontinenca, impotenca, mišic in tresenje.

## Vzroki in simptomi
SDS vzrok ni znan. 
Bolniki z SDS po navadi imajo težave s funkcijo avtonomnega živčnega sistema. Progresivna degeneracija se lahko pojavi tudi na drugih območjih živčnega sistema. Znak sindroma je vrtoglavica in omedlevica. Posledica je  nizek krvni tlak in neustrezen pretok krvi v možgane. Ko ta problem postane hud, lahko privede do trenutne izgube zavesti. Ko oseba omedli, se krvni tlak vrne na normalno in osebo zbudi. 
Mnogi bolniki imajo tudi impotenco, inkontinenco urina, suha usta in koža, ter težave pri urejanju telesne temperature zaradi nenormalnega potenja. Ker avtonomni živčni sistem nadzira tudi manjša  imajo nekateri bolniki z SDS težave z vidom.
V poznejših fazah, težave v avtonomnem živčnem sistemu vodi do težav z dihanjem, kot so glasno dihanje, smrčanje. V napredovalnih stopnjah bolezni, lahko bolniki umrejo zaradi nerednega srčnega utripa. 
Drugi simptomi SDS ne vključujejo avtonomnega živčnega sistema. Ti vključujejo parkinsonizem (mišični tremor, rigidnost, in počasno gibanje), dvojni vid, težave z nadzorovanjem čustev in hiranje mišic v rokah in nogah. Sčasoma imajo  lahko bolniki težave z žvečenjem, požiranjem, govorom in dihanjem. Oseba lahko izgubi pigment v šarenici. 

## Zdravljenje
Zdravljenje je enako kot pri Parkinsonovi bolezni, obsega pa še zdravilo fludrokortizon, ki pomaga zvišati krvni tlak. Bolniki, ki ga ne jemljejo, morajo hrani dodajati sol in piti veliko vode.

## Prognoza
Nekateri bolniki živijo do 20 let ko se prvi simptomi pojavijo, Večini bolnikov postane huje prizadeta v sedmih ali osmih let. Nenavadno je za nekoga, da preživi več kot 15 let po postavitvi diagnoze. Simptomi se pogosto poslabšajo, če bolnik kadi, zaradi nikotina.
Mnogi bolniki razvijejo težave pri požiranju, ki lahko privede do ponavljajočih se epizod pljučnice, pogost vzrok smrti.